# Minari – Wo wir Wurzeln schlagen
Minari – Wo wir Wurzeln schlagen (Originaltitel: Minari) ist ein US-amerikanischer Spielfilm von Lee Isaac Chung aus dem Jahr 2020. Das Drama ist in den 1980er-Jahren im ländlichen Arkansas angesiedelt und handelt von einer koreanisch-amerikanischen Familie, die versucht, sich eine neue Existenz mit der Bewirtschaftung einer Farm aufzubauen.
Die Uraufführung des Films, der von der Kindheit des Regisseurs inspiriert wurde, fand am 26. Januar 2020 im Wettbewerb des 36. Sundance Film Festivals statt. Dort wurde Minari mit den Hauptpreisen der Jury und des Publikums ausgezeichnet. 2021 folgten sechs Oscar-Nominierungen, darunter in den Kategorien Bester Film, Beste Regie und Darsteller Steven Yeun. Yoon Yeo-jeong wurde als beste Nebendarstellerin ausgezeichnet. Ein limitierter US-Kinostart erfolgte am 11. Dezember 2020. Der Kinostart in Deutschland wurde wegen der COVID-19-Pandemie auf den 15. Juli 2021 verschoben.

## Handlung
Arkansas, in den 1980er-Jahren: Der siebenjährige koreanisch-amerikanische Junge David zieht mit seinen Eltern und seiner älteren Schwester Anne von der Westküste in den ländlichen Süden der USA. Vater Jacob und Mutter Monica sind einst als verheiratetes Paar der besseren Zukunftsaussichten wegen aus der koreanischen Heimat in die Vereinigten Staaten emigriert. Jacob ist überzeugt davon, sich mit der Bewirtschaftung einer Farm eine neue Existenz für seine Familie aufbauen zu können. Er möchte das ungenutzte Land kultivieren, koreanisches Gemüse züchten und es an Immigrantenfamilien verkaufen. Monica ist nicht von dem Neustart im ländlichen Nirgendwo begeistert, wo die Familie fortan in einem Mobilheim leben muss. Dennoch wird Familie Yi, die untereinander Koreanisch spricht, herzlich von der Gemeinde aufgenommen. Sie versucht sich u. a. mit dem Besuch eines Gottesdienstes zu integrieren und die Kinder lernen in der Schule Englisch. Dennoch zieht David dort wegen seines fremdländischen Aussehens die Blicke seiner Mitschüler auf sich. Seine Schwester und er sind bald gelangweilt vom ländlichen Arkansas und streifen ziellos durch die Umgebung.
Als Großmutter Soon-ja aus der koreanischen Heimat nachkommt, muss sich David zu seinem Leidwesen das Zimmer mit ihr teilen. Bald jedoch wird seine Neugierde geweckt. Die unkonventionelle Soon-ja entspricht so gar nicht dem typischen Idealbild der liebevollen Großmutter – sie flucht während des Kartenspiels, hält ihn in der Nacht mit ihrem Schnarchen wach und trägt merkwürdige Unterwäsche. Während Soon-ja ihre Enkelkinder unter ihre Fittiche nimmt, kriselt es in der Ehe von Monica und Jacob. Monica hält die Entbehrungen auf dem Land nicht mehr aus und will lieber heute als morgen mit den Kindern fortziehen. Jacob wiederum glaubt an den amerikanischen Traum und möchte sich einmal im Leben vor seiner Familie beweisen. Das Festhalten an der Farm, wo auch die titelgebende koreanische Petersilie („Minari“) angebaut wird, bringt sie aber an den Rand ihrer finanziellen Existenz und die Familie droht auseinanderzubrechen.

## Entstehungsgeschichte
Minari ist der vierte Langfilm von Lee Isaac Chung. Der Regisseur und Drehbuchautor ist selbst Sohn koreanischer Immigranten und wuchs auf einer kleinen Farm in den Ozarks in Arkansas auf. Chung hatte ursprünglich an der Yale University Ökologie studiert und geplant, eine Karriere im medizinischen Sektor einzuschlagen. Während seines Studiums musste er einen ergänzenden Kunstkurs belegen und erlernte so die Praxis des Filmemachens von Michael Roemer. Daraufhin überdachte Chung seine beruflichen Pläne und begann stattdessen ein Filmstudium an der University of Utah, das er 2004 mit einem Master of Fine Arts abschloss.
Mit der Arbeit am Drehbuch begann Chung im Februar 2018, nachdem er schon eine ganze Weile mit dem Gedanken an einen semi-autobiografischen Film gespielt hatte. Auch zu Minari inspiriert habe ihn die Lektüre von Willa Cathers Roman My Ántonia. Chung hatte das Gefühl, in der Filmindustrie nur schwer Fuß fassen zu können und die wenigen Chancen, Filme zu realisieren, auch nutzen zu müssen. Chung gab an, in ähnlicher Weise aufgewachsen zu sein wie die Figur des siebenjährigen David. Er identifizierte sich aber auch mit der Figur des Vaters, da er während des Schreibprozesses im selben Alter wie Jacob war. „Es war eine Möglichkeit für mich, über das Leben meines Vaters in dieser Zeit nachzudenken, um zu sehen, wie ich ihn auf liebevollere Weise verstehen und mich mit ihm identifizieren kann“, so Chung. Er wollte aber auch die gesamte Familie Yi in den Mittelpunkt von Minari rücken. „Viele westliche Filme setzen auf eine einzelne Person als ‚Helden‘ eines Films, aber ich habe versucht, die Familie und die familiäre Bindung zum Helden zu machen“, so Chung. Der Regisseur verstand seinen Film aber nicht als autobiografisch. Chungs eigene Familiengeschichte habe Minari nur inspiriert, während die Darsteller bei den Dreharbeiten viel eigene Arbeit in die Entwicklung der einzelnen Figuren gesteckt hätten.

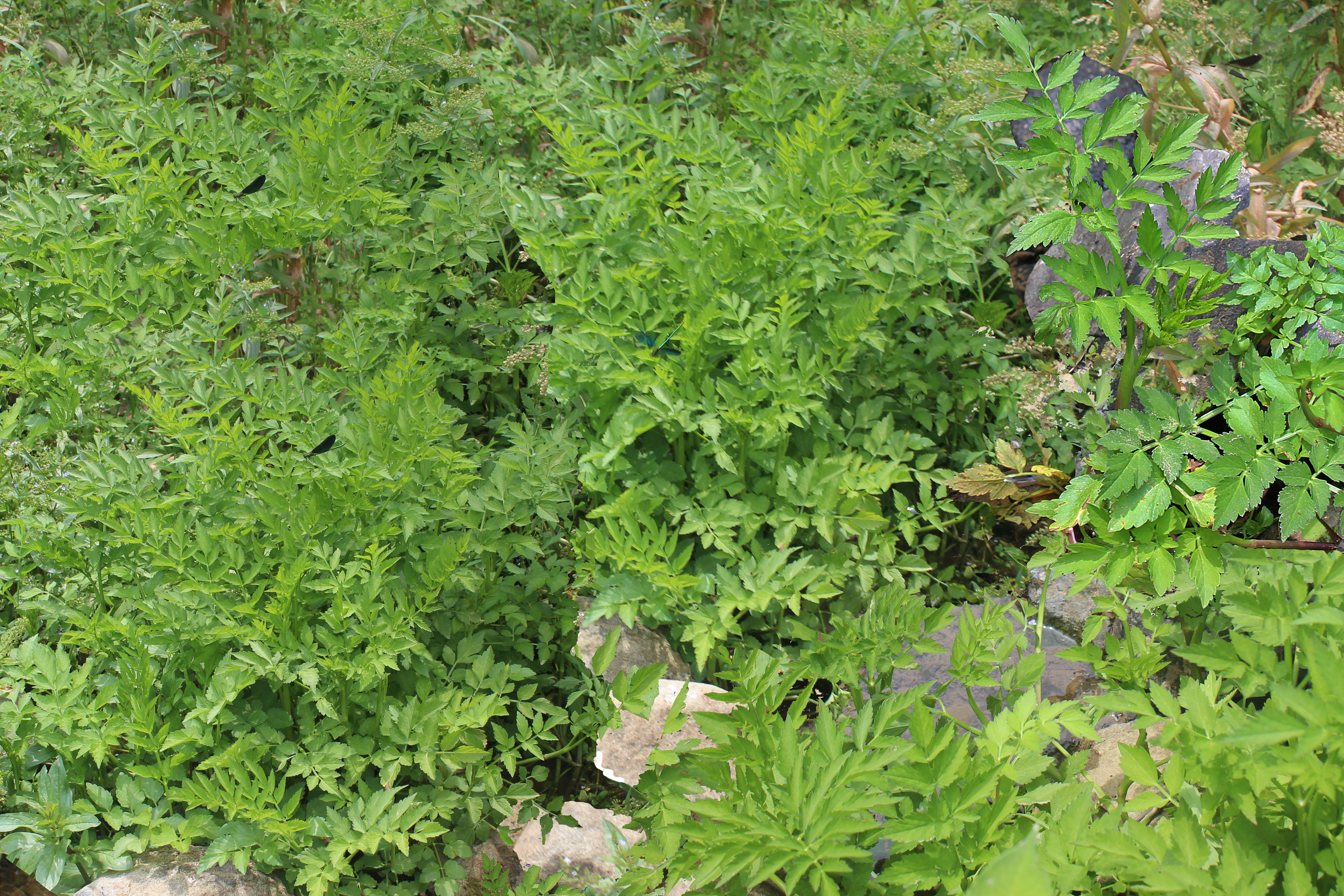
Die Pflanze Oenanthe javanica („Minari“, 미나리) war titelgebend für den Film des studierten Ökologen Lee Isaac Chung

Die im asiatischen Raum bekannte Pflanze Oenanthe javanica („Minari“), im deutschsprachigen Raum auch als „koreanische Petersilie“ oder „Wassersellerie“ bekannt, war titelgebend für den Film. Laut Chung habe es den Anschein, als sterbe die Pflanze nach Ende der ersten Anbausaison ab, ehe sie sich in der zweiten Saison erhole und noch kräftiger zu wachsen anfange. Für den Filmemacher handle es sich deshalb um eine „poetische Pflanze“. Das mehrjährige Kraut ist auch dafür bekannt, dass es überall und schnell wächst Lee Isaac Chung lässt dieses symbolische Bild für sich sprechen, wenn er eine koreanische Familie zeigt, der es auch in der Fremde gelingen kann, „Wurzeln zu schlagen“.
Als er ein Kind war, pflanzte Chungs Großmutter „Minari“ auf der Familienfarm in Arkansas, wo es gut wuchs, während die Ernte anderer Pflanzen ins Stocken geriet. Dieses Bild symbolisiere für ihn die Liebe, die er von seiner Großmutter erhalten hat. Sie sei so auch vielleicht als eine Metapher gedacht, so A. O. Scott in der New York Times. Soon-Ja sät im Film Samen der Minari-Pflanze an einem Bach aus. In der allerletzten Einstellung des Films ist dieser über und über mit Minari-Ranken übersät.
Die Dreharbeiten begannen ab Juli 2019. Entgegen dem Handlungsort Arkansas wurde Minari im Nachbarstaat Oklahoma gedreht, in dem sich auch das Ozark-Plateau erstreckt.
Den Soundtrack zum Film schuf der US-Amerikaner Emile Mosseri. Minari war der vierte Spielfilm, bei dem er als Filmkomponist tätig war.
Die deutsche Synchronisation entstand nach einem Dialogbuch und der Dialogregie von Beate Klöckner im Auftrag der Neue Tonfilm, München. Jesco Wirthgen leiht in der deutschen Fassung Yeun in der Rolle von Jacob seine Stimme.
Minari wird in den USA von der Produktionsfirma A24 in Zusammenarbeit mit Plan B vertrieben. Hinter letztgenannter Firma steht der US-amerikanische Schauspieler Brad Pitt, der als Executive Producer an Chungs Film beteiligt ist. Nach einem limitierten Kinostart am 11. Dezember 2020 sollte Minari am 12. Februar 2021 landesweit in den US-Kinos veröffentlicht werden. Aufgrund der Covid-Pandemie erfolgte die Verwertung dann aber hauptsächlich über Online-Kanäle. Am 15. Juli 2021 kam der Film in die deutschen Kinos.

## Rezeption
Auf der Website Rotten Tomatoes hält Minari derzeit eine Bewertung von 98 Prozent, basierend auf 300 englischsprachigen Kritiken und einer Durchschnittswertung von 8,7 von 10 Punkten. Das Fazit der Seite lautet: „Unter der Leitung eindrucksvoller Schauspielleistungen von Steven Yeun und Han Ye-ri bietet ‚Minari‘ ein intimes und herzzerreißendes Porträt von Familie und Assimilation im Amerika der 1980er-Jahre“. Auf Metacritic erhielt der Film eine Bewertung von 87 Prozent, basierend auf 17 ausgewerteten Kritiken.
Außerdem konnte sich Minari 2020 in einer Umfrage unter über 200 Filmkritikern der Website IndieWire (IndieWire Critics Poll) in den Kategorien Beste Regie (Platz 10) und Bestes Drehbuch (Platz 7) platzieren.
Die Filmkritikerin Antje Wessels schrieb, der Film sei primär für einen US-amerikanischen Markt inszeniert worden, und zu den großen Stärken gehöre allen voran die präzise Beobachtungsgabe im Hinblick auf den Alltag südkoreanischer Einwanderer in den Vereinigten Staaten sowie die im Film ununterbrochen thematisierte, innere Zerrissenheit der hier porträtierten Familie, wenn es darum geht, seinen Ursprüngen treu zu bleiben und sich dennoch nicht vor den Chancen zu verschließen, die ihnen ihre neue Heimat eröffnet. Dabei verzichte Lee Isaac Chung darauf, die ja leider naheliegende Rassismusthematik zu öffnen: „Wann immer die Familie auf US-amerikanische Einwohner trifft, begegnet man ihr freundlich und zuvorkommend.“ Minari sei daher keine Abrechnung mit dem Amerikanischen Traum, sondern befasse sich vor allem damit, wie komplex das Streben nach ebendiesem für die Menschen sein kann, die sich von einem Leben in den USA ein besseres erhoffen, als in ihrer Heimat.
Auch Peter Bradshaw (Guardian) bemerkte, dass man als Zuschauer einige Zeit auf die erste rassistische Bemerkung warten müsse, wenn eine solche überhaupt vorkomme. So sei Minari kein Film über rassistische Spannungen, vielmehr scheine es so, als sei die Frage irrelevant, weil diese Familie so isoliert lebt. Wichtiger als alles Andere sei die eigene Familie und deren immerwährende Kämpfe mit dem Wetter, dem Schicksal und untereinander.
A. O. Scott (New York Times) erklärte, einer der Reize des Films sei das warme Gefühl der Vertrautheit, die er ausstrahlt, und die Chronik einer Einwandererfamilie, die oft mit den Augen eines Kindes erzählt wird, sei ein Grundnahrungsmittel der US-amerikanischen Literatur und Populärkultur. Weil aber jede Familie, und im Fall von Minari jedes Familienmitglied, unterschiedliche Erfahrungen und Erinnerungen hat, sei der Film in seiner umsichtigen, sanften Art bewegend und geradezu offenbarend.
Von der Deutschen Film- und Medienbewertung wurde Minari mit dem Prädikat Besonders wertvoll versehen.

## Auszeichnungen

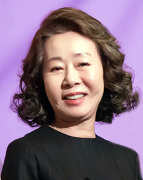
Für ihre Rolle als unkonventionelle Großmutter mehrfach preisgekrönt: die südkoreanische Schauspielerin Yoon Yeo-jeong

Minari gewann im Jahr 2020/21 bislang über 100 Film- bzw. Festivalpreise und wurde für mehr als 200 weitere nominiert, darunter folgende:
 2020
- Boston Society of Film Critics Awards:[24]

- Beste Nebendarstellerin (Yoon Yeo-jeong)
- Beste Filmmusik (Emile Mosseri)

- Denver International Film Festival:

- Publikumspreis – Bester Spielfilm (Lee Isaac Chung)
- Excellence in Acting Award (Steven Yeun)

- Florida Film Critics Circle Award:

- Bestes Originaldrehbuch

- Gotham Awards:

- Nominierung – Beste Darstellerin (Yoon Yeo-jeong)

- Heartland International Film Festival:

- Publikumspreis (Lee Isaac Chung, A24)
- Jimmy Stewart Legacy Award (Lee Isaac Chung, A24)

- Los Angeles Film Critics Association Award:

- Beste Nebendarstellerin (Yoon Yeo-jeong)

- Middleburg Film Festival:

- Publikumspreis – Bester Spielfilm (Lee Isaac Chung, A24)
- Ensemble Cast Spotlight Award (Steven Yeun, Han Ye-ri, Alan Kim, Noel Cho, Yoon Yeo-jeong, Will Patton, Scott Haze)

- Sundance Film Festival:

- Großer Preis der Jury – Bester Spielfilm (Lee Isaac Chung)
- Publikumspreis – Bester Spielfilm (Lee Isaac Chung)

- Sunset Film Circle Awards:

- Beste Nebendarstellerin (Yoon Yeo-jeong)
- Nominierungen – Bester Film, Beste Regie, Bestes Drehbuch, Bestes Schauspielensemble, Beste Filmmusik

2021
- British Academy Film Awards

- Beste Nebendarstellerin (Yoon Yeo-jeong)
- Nominierungen – Bester nicht-englischsprachiger Film, Beste Regie, Bester Nebendarsteller (Alan Kim), Bestes Casting (Julia Kim), Beste Filmmusik (Emile Mosseri)

- Critics’ Choice Movie Awards:

- 10 Nominierungen – Bester Film, Beste Regie, Bestes Originaldrehbuch, Bester Hauptdarsteller (Steven Yeun), Beste Nebendarstellerin (Han Ye-ri, Yoon Yeo-jeong), Bester Jungdarsteller (Alan Kim), Bestes Schauspielensemble, Beste Kamera, Beste Filmmusik, Bester fremdsprachiger Film

- Denver Film Critics Society Award:

- Bester fremdsprachiger Film

- Golden Globe Awards:

- Bester fremdsprachiger Film (USA)

- Independent Spirit Awards:

- Beste Nebendarstellerin (Yoon Yeo-jeong)
- Nominierungen – Bester Film, Beste Regie, Bestes Drehbuch, Bester Hauptdarsteller (Steven Yeun), Beste Nebendarstellerin (Han Ye-ri)

- Kansas City Film Critics Circle Award:

- Beste Nebendarstellerin (Yoon Yeo-jeong)

- National Board of Review Award:

- Beste Nebendarstellerin (Yoon Yeo-jeong)

- Oscarverleihung:

- Beste Nebendarstellerin (Yoon Yeo-jeong)
- Nominierungen – Bester Film, Beste Regie, Bestes Originaldrehbuch, Bester Hauptdarsteller (Steven Yeun), Beste Filmmusik

- San Diego Film Critics Society Award:

- Bestes Originaldrehbuch
- Beste Nebendarstellerin (Yoon Yeo-jeong)

- Screen Actors Guild Award:

- Beste Nebendarstellerin (Yoon Yeo-jeong)
- Nominierungen – Bester Hauptdarsteller (Steven Yeun), Bestes Schauspielensemble

## Golden-Globe-Kontroverse
Im Vorfeld der Bekanntgabe der Nominierungen für die Golden Globe Awards 2021 sorgte im Dezember 2020 die Nichtberücksichtigung des Films in der Kategorie Bestes Filmdrama für Kritik. Aufgrund der mehrheitlich in koreanischer Sprache gehaltenen Dialoge wurde die US-amerikanische Produktion nur für die Kategorie Bester fremdsprachiger Film vorgeschlagen. Nominierungen in den anderen Kategorien wären dagegen möglich gewesen. Ähnlich war die Hollywood Foreign Press Association (HFPA) im Jahr 2020 mit den später preisgekrönten Filmen Parasite von Bong Joon-ho oder The Farewell von Lulu Wang umgegangen. Asiatischstämmige Künstler wie Wang, Daniel Dae Kim, Simu Liu oder Andrew Phung kritisierten diesen Umstand auf ihren Social-Media-Kanälen. Phung warf der HFPA Rassismus vor.